# Bar (mértékegység)

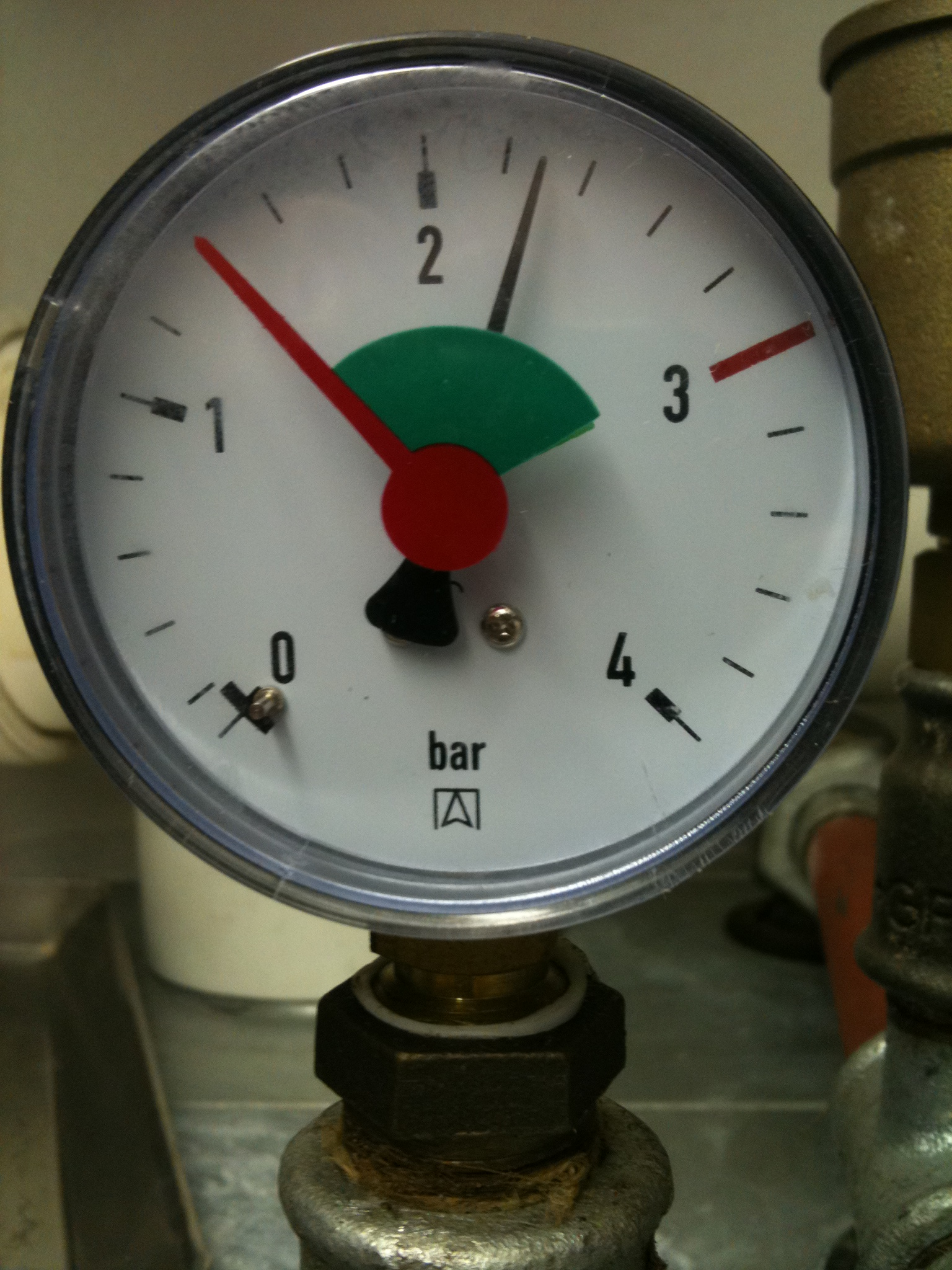
Nyomásmérő műszer

A bar (jele bar) és a millibar (jele mbar) a nyomás mértékegységei. Nem tartoznak az SI-mértékegységek közé, ennek ellenére a bar a nyomás általánosan használt mértékegysége, mert 1 bar nyomás megközelítőleg egyenlő a Földön a tengerszinten mérhető légnyomással.

## Definíció
1 bar nyomás a definíció szerint 100 000 pascal nyomásnak felel meg, a millibar ennek ezredrésze, azaz
- 1 bar = 100 000 Pa = 100 kPa = 1 000 000 dyn/cm²
- 1 mbar = 0,001 bar = 100 Pa = 0,1 kPa = 1 hPa = 1 000 dyn/cm²

Eredete a CGS mértékegységrendszer, amelyben az erő egysége a dyne volt. Ennek folytatása az MKS (méter kilogramm szekundum) mértékegységrendszer, amelyben az erő egysége a newton. Következésképp a bar és a Pascal átszámítása nem közelítő, hanem pontos érték.
A mbar mértékegységet a hPa-lal célszerű helyettesíteni, mert a Pa része az SI-mértékegységrendszernek (önálló nevű mértékegység), ezért viselhet prefixumot.
|        | pascal Pa   | bár bar       | technikai atmoszféra at | fizikai atmoszféra atm | torr és mmHg | font per négyzethüvelyk psi |
| ------ | ----------- | ------------- | ----------------------- | ---------------------- | ------------ | --------------------------- |
| 1 Pa   | ≡ 1 N/m²    | 10−5          | 10,197·10−6             | 9,8692·10−6            | 7,5006·10−3  | 145,04·10−6                 |
| 1 bar  | 100 000     | ≡ 106 dyn/cm² | 1,0197                  | 0,98692                | 750,06       | 14,504                      |
| 1 at   | 98 066,5    | 0,980665      | ≡ 1 kp/cm²              | 0,96784                | 735,56       | 14,223                      |
| 1 atm  | 101 325     | 1,01325       | 1,0332                  | ≡ 101 325 Pa           | 760          | 14,696                      |
| 1 torr | 133,322     | 1,3332·10−3   | 1,3595·10−3             | 1,3158·10−3            | ≡ 1 mmHg     | 19,337·10−3                 |
| 1 psi  | 6,89476·103 | 68,948·10−3   | 70,307·10−3             | 68,046·10−3            | 51,715       | ≡ 1 lbf/in²                 |

Például: 1 Pa = 1 N/m²  = 10−5 bar  = 10,197·10−6 at  = 9,8692·10−6 atm … stb.

## Eredete
A bar szó a görög nyelv βάρος (baros) szavából származik, jelentése súly. Hivatalos jele a bar; a korábban használt „b” háttérbe szorult, de gyakran előfordul a „mb” rövidítésben, ami a helytelen formája a millibar „mbar” rövidítésének.
A bart és a millibart Sir William Napier Shaw brit tudós vezette be 1909-ben, és 1929-ben fogadták el nemzetközi szinten.

## Használata
A légköri légnyomást gyakran millibarban adják meg, ahol a „standard” tengerszinten mért nyomás 1013,25 mbar (hPa), ami 1,01325 bar-nak felel meg. Habár a millibar nem SI-mértékegység, ma is gyakran használt a meteorológiában a légköri nyomás leírására. Az SI-mértékegység a pascal (Pa), ahol 1 mbar = 100 Pa = 1 hPa = 0,1 kPa. A meteorológusok a légnyomás mérésére régóta a millibart használták. Az SI-mértékegységek bevezetése után sokan közülük szerették volna a régi adataikat megőrizni. A meteorológusok ezért ma is hektopascalt használnak, ami megfelel a millibarnak, bár minden egyéb területen a kilopascal használatos, és a hekto prefixumot alig-alig használják.
A mindennapi életben a nyomást gyakran a légköri nyomáshoz mérten relatíve adják meg. Ez a „mért” nyomás (bar gauge), jelölésére a barg esetleg a bar(g) használatos. Például, ha valaki azt mondja, hogy az autó kerekeiben 2,3 bar a nyomás, az valójában mért nyomás, és a kerékben a valódi nyomás 3,3 bar, de ez csak 2,3 bar-ral van a légköri nyomás felett, és ezt mutatná a keréknyomás mérő. Az abszolút nyomás (bar absolut) jelölésére a 'bara' vagy 'bar(a)' használatos.
Az amerikaiaknak a millibar a hurrikán és más szélvihar jelentésekből ismerős, itt az alacsonyabb központi nyomás általában erősebb szelet és erősebb vihart jelent.